# Burg Laach (Kruft)
Burg Laach, auch Pfalzgrafenburg genannt, ist eine salische abgegangene Spornburg am Laacher See gegenüber der Abtei Maria Laach. Die Burgstelle liegt im Gebiet der Ortsgemeinde Kruft im Landkreis Mayen-Koblenz in Rheinland-Pfalz.

## Lage
Die Burganlage von Typus einer Turmhügelburg (Motte) lag bei 318 m ü. NHN auf einem Felssporn, der seinerzeit wegen des 15 m höheren Seespiegels eine Halbinsel war, oberhalb des Ostufers des Sees und war vorübergehend Sitz der lothringischen (rheinischen) Pfalzgrafen. Pfalzgraf Heinrich von Laach aus dem Haus Luxemburg-Gleiberg († 1095) stiftete 1093 das Kloster Laach (monasterium ad lacum). Die Burg Laach (castellum ad lacum) wurde 1112 vom Stief- und Adoptivsohn des Pfalzgrafen, Siegfried von Ballenstedt auf Betreiben der Abtei abgebrochen, die damit vor Eingriffen seitens des Burgherrn, des Pfalzgrafen, absolut sicher sein wollte. Der Wegfall der Burg bedeutete für Siegfried keinen großen Verlust, da er mit Burg Rheineck über eine weitere Burg in dieser Gegend verfügte.
Die 170 m lange Burganlage teilte sich in zwei Abschnitte, den ovalen Teile zum See hin, den langgestreckten zur Landseite. Ein mächtiger Halsgraben schloss die östliche Landseite ab. Zwei Abschnittsgräben zwischen den beiden Burgbereichen boten weiteren Schutz. Steinerne Turmbauten sind durch ihre Fundamente (drei quadratische Türme mit 4,5 m (2) bzw. 8 m Seitenlänge) sind nachweisbar. Die übrigen Bauten waren vermutlich in Holz ausgeführt.
Zu Beginn des 16. Jahrhunderts waren noch wenige Reste der Burg sichtbar. Heute weisen nur noch geringe Spuren und die Flurbezeichnung „Laacher Burg“ und „Alte Burg“ auf ihre Existenz hin.

## Reste römischer Bebauung

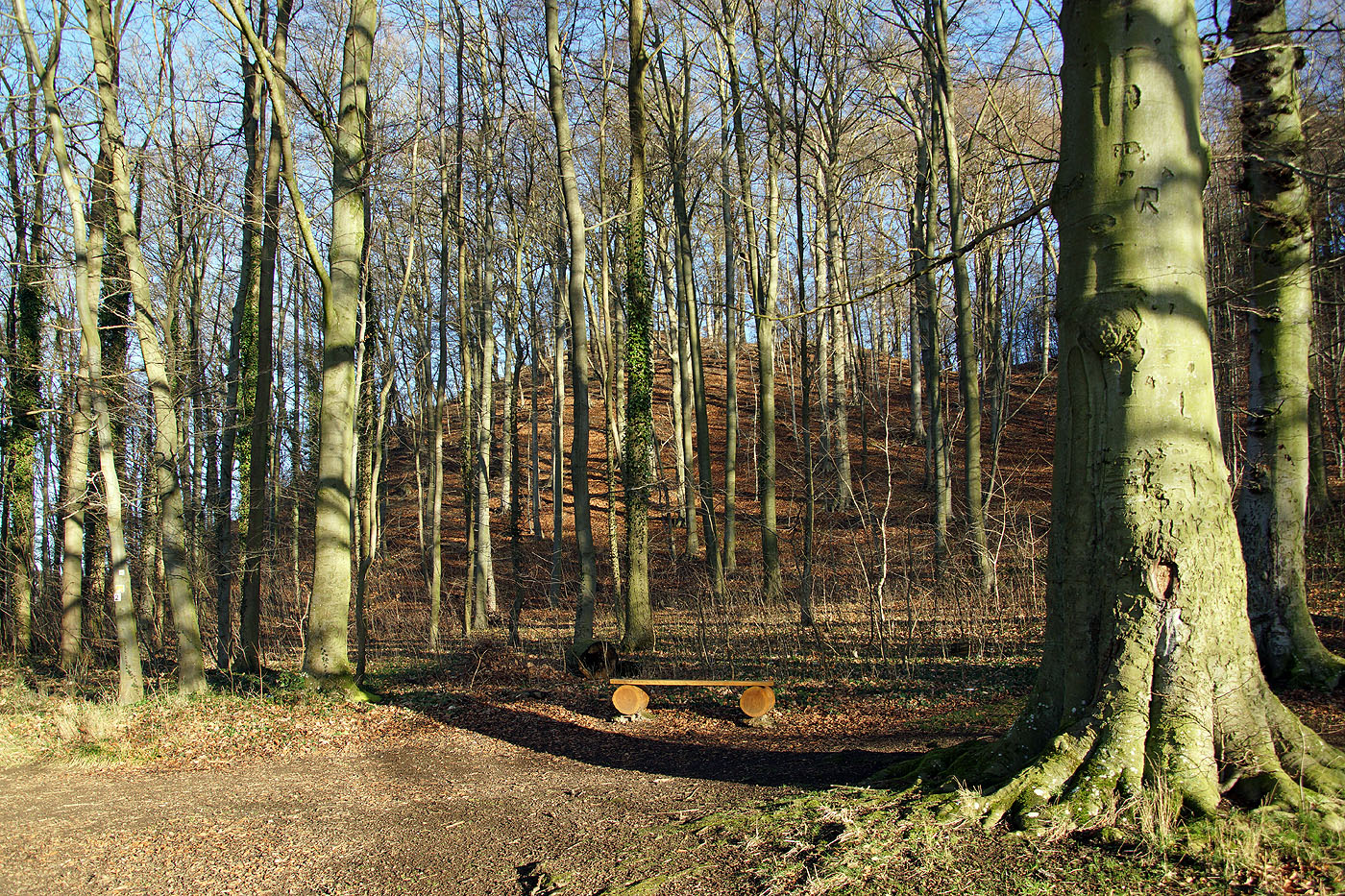
Heute bewaldeter Burghügel

Bei einer Grabung im Jahr 1935 wurden von dem Mayener Ausgräber Josef Krämer auf dem Gipfel des Bergsporns römische Ziegel gefunden. Weitere Ziegelreste wurden in den 1980er Jahren im Hangschutt in der Nähe der Lava-Abbaugrube entdeckt. Diese Fundsituation legt eine ursprünglich römische Bebauung in dem Bereich der Burg Laach nahe. Auf Grund der strategisch günstigen Lage und der Nähe (ca. 200 Meter) zu einer römischen Hofanlage im großen Roßtal interpretiert Gerd Otto diese Funde als Reste einer Verteidigungsanlage oder Fliehburg aus spätrömischer Zeit. So erscheint der Abriss der Anlage durch Siegfried von Ballenstedt auch in einem neuen Licht. Möglicherweise bereiteten die Reste eines heidnischen Gemäuers in Sichtweite ihres Klosters den Mönchen ein gewisses Unbehagen.